# Caloptilia ferruginella
Caloptilia ferruginella là một loài bướm đêm thuộc họ Gracillariidae. Nó được tìm thấy ở Hoa Kỳ (California).
Ấu trùng ăn Rhododendron occidentale. Chúng ăn lá nơi chúng làm tổ.